# Bororo
I Bororo (o anche Coroados, Boe, Orarimogodo) sono un gruppo etnico del Brasile che ha una popolazione stimata in poco meno di duemila individui. Parlano la lingua Borôro (codice ISO 639: BOR) e sono principalmente di fede animista.
Vivono sparsi in otto villaggi nelle zone centrali del Mato Grosso. Un esponente famoso di questo gruppo è Cândido Rondon, ufficiale dell'esercito brasiliano e fondatore della Fundação Nacional do Índio (o anche FUNAI).
La cultura Bororo fu studiata da vicino dall'antropologo francese Claude Lévi-Strauss durante la sua spedizione in Amazzonia e nel Mato Grosso (1935-1936), descritta nella sua celebre opera Tristi Tropici (1955).

## Lingua
La lingua Bororo (anche Boe, Borôro, Bororó) è una lingua appartenente alla famiglia linguistica Macro-Je (o Macro-Ge) e al sub-gruppo di lingue Bororoane di cui fa parte anche la lingua “Umotina”.
Questa lingua è parlata da circa mille individui che costituiscono un piccolo gruppo etnico dell'Amazzonia denominato popolo Bororo; la sua area di diffusione si trova principalmente nella regione brasiliana del Mato Grosso. Nel 1976 registriamo un numero di parlanti nativi molto basso (quattro persone) nel distretto boliviano di Santa Cruz, nella provincia di Angel Sandoval, vicino al confine con il Brasile; tuttavia in data odierna si suppone che la lingua Bororo sia estinta in Bolivia poiché si pensa sia stata inglobata da altre realtà linguistiche più predominanti. 
Oggi la lingua Bororo si parla in Brasile nello stato del Mato Grosso, principalmente nei villaggi di Meruri, Sangradouro e Perigera.
Anche in Brasile questa lingua ha rischiato di essere messa da parte per sempre. Verso la fine degli anni sessanta l'uso della lingua Bororo fu proibita nelle località di Merai e Sangradouro dove operava la missione Salesiana, ma con il passare del tempo fu comunque ripristinata e venne messa in pratica l'educazione bilingue, tutto ciò portò ad una modesta rivitalizzazione della lingua, che però da allora ad oggi rimane parlata da appena 1024 individui, facendo di essa una cosiddetta “lingua in via di estinzione” o minacciata.

## Organizzazione sociale
I Bororo sono un piccolo popolo della Foresta Amazzonica che vive nella parte sud-ovest della regione brasiliana del Mato Grosso.
La traduzione letterale della parola “bororo” è “cortile del villaggio”. Non è un caso che le case dei Bororo sono tradizionalmente disposte circolarmente in modo tale da formare un cerchio che sarà per loro una sorta di spiazzale, o patio, che fungerà come spazio principale della vita Bororo. Questa piazza, se così si può chiamare, è così importante da aver trasmesso come identificativo a questo gruppo di persone il suo medesimo nome dato che, è proprio all'interno di quel tipico cortile che il popolo Bororo concentra la maggior parte dei fenomeni sociali e spirito-religiosi.
Nella complessa organizzazione sociale dei Bororo la classificazione degli individui è regolata da alcuni fattori tra i quali troviamo l'appartenenza al clan, la discendenza di sangue, e gruppo di residenza (riferendosi a dove una famiglia abita all'interno del villaggio).
Quest'ultimo dettaglio è importante poiché nella distribuzione spaziale delle case ogni clan occupa un ruolo preciso. L'aldeia (villaggio) è diviso in due metà esogamiche – Exerae e Tugarége -, ciascuna di esse suddivisa in 4 clan, i quali sono costituiti da diverse famiglie.
Un aspetto curioso per un popolo che può sembrare a volte primitivo, è che la donna ha un ruolo molto particolare nella concezione della società Bororo, ed effettivamente la regola della discendenza prevede che questa sia matriarcale, e che quindi il neonato riceva un nome che lo colleghi al clan della madre.
L'importanza di queste regole si fa notare anche nel matrimonio. Dopo un matrimonio Bororo l'uomo dovrà andare a vivere nella casa della sua sposa e avrà anche degli obblighi verso la sua famiglia, come per esempio pescare, cacciare, lavorare e all'occorrenza fabbricare oggetti ornamentali per il fratello della sua sposa.
Sebbene sembri che l'uomo sia totalmente devoto e si dedichi totalmente alla moglie dopo il matrimonio, è proprio questa complessità delle relazioni coniugali ad essere la causa di frequenti separazioni, rendendo possibile che un uomo possa vivere anche in più case nel corso della sua vita.
Nonostante tutto ciò finora spiegato possa indurre a pensare che gli obblighi del marito verso sua moglie sono in cima alla piramide in quanto ad importanza, un'altra verità della cultura Bororo è che, un uomo mantiene sempre un legame con la sua famiglia molto più importante di quello che lo lega alla sua sposa. Tant'è vero che un maschio adulto, anche se sposato, mantiene un certo numero di obblighi verso le donne della sua famiglia, ovvero le sue sorelle. Per esempio, è loro costume che un uomo badi più ai suoi nipoti, “iwagedu” in lingua Bororo, che ai suoi stessi figli; l'unico obbligo di un padre verso i propri figli è quello di sfamarli, un obbligo fisico e non culturale.
La complessa organizzazione della loro vita si rispecchia anche in come si vive all'interno delle case. Infatti, nonostante due famiglie di nuclei diversi (che abbiano legami di sangue anche fuori da quel preciso spazio) vivano sotto lo stesso tetto, esse possono dividersi gli spazi interni della casa; non a caso le estremità della casa sono aree più private dove poter mettere in pratica questa divisione, e il centro della casa è uno spazio condiviso dedicato alle visite, ai piccoli riti giornalieri e alla consumazione dei pasti.
La casa Bororo viene solitamente lasciata con porte e finestre aperte perché venga reso possibile controllare cosa accade al suo interno (nel centro), tranne quando al suo interno si svolgono rituali ai quali le donne non possono partecipare o durante i lutti.
Un ultimo aspetto interessante da considerare è che, proprio nei lutti, la casa si trasforma in uno spazio di articolazione tra il dominio domestico e il dominio pubblico-giuridico (come fa osservare Sylvia Caiuby Novaes) in quanto alla fine dei funerali deve essere distrutta dopo essere stata completamente vuota per tutto il periodo di lutto.

## Storia
Il primo contatto con i colonizzatori europei ebbe luogo nel XVII secolo con l'arrivo dei missionari Gesuiti. Nel XVIII secolo iniziarono a crearsi siti minerari per l'estrazione dell'oro nel Mato Grosso. Grazie alle pressioni dei “garimpeiros”, ovvero i cercatori d'oro, i Bororo si divisero in due gruppi, quelli dell'est (Coroados), e quelli dell'ovest (Campanhas), i quali una volta separati non tornarono mai più a essere uniti.
I Bororo dell'ovest scomparvero verso la seconda metà del XX secolo in Bolivia. I Bororo dell'est invece rimasero isolati dal mondo fino alla metà del XIX secolo quando fu costruita una strada che collegava la regione del Mato Grosso a São Paulo e Minas Gerais. Questa strada passava proprio della valle di São Lourenço, ossia dove vivevano i Bororo. Questa fu la ragione per la quale si scatenò il conflitto più violento nella storia della conquista del Mato Grosso. Dopo cinquant'anni di guerra i Bororo si arresero allo Stato e dopo quella tregua apparente arrivarono i cercatori di diamanti, i quali anche loro sfruttarono e danneggiarono gravemente il territorio.
Dopo questi conflitti il popolo dei Bororo vide un po' di pace con la missione di pacificazione dei missionari Salesiani; la loro “Cristianizzazione” fu, in ogni caso, un altro avvenimento che contribuì a far sparire quasi del tutto il patrimonio linguistico e culturale dei locali.
In altre parole, possiamo dire che tutti gli incontri con l'uomo bianco sono risultati in una perdita considerevole del territorio da parte dei Bororo, e anche alla quasi totale estinzione del popolo stesso. Infatti, si stima che la popolazione dei Bororo sfiorasse i diecimila individui nel XIX secolo; nel 1979, invece, il numero si è ridotto a 626.
Ovviamente oggi la situazione dei Bororo sembra meno critica rispetto al passato; tuttavia, considerando il piccolo numero dei suoi componenti e dei fenomeni socio-culturali che attraversano i nostri tempi, è opportuno credere che i pericoli per questo gruppo etnico non siano ancora giunti al termine.